# Backlash (2023)
Backlash 2023 là sự kiện đấu vật chuyên nghiệp trả tiền theo lượt xem (PPV) và sự kiện phát trực tiếp lần thứ 18 do WWE sản xuất. Nó được tổ chức cho các đô vật từ các bộ phận thương hiệu Raw và SmackDown. Sự kiện diễn ra vào Thứ Bảy, ngày 6 tháng 5 năm 2023, tại Coliseo de Puerto Rico José Miguel Agrelot ở San Juan, Puerto Rico. Đây là sự kiện trả tiền cho mỗi lần xem WWE đầu tiên được tổ chức tại Puerto Rico kể từ sự kiện New Year's Revolution vào tháng 1 năm 2005 và là sự kiện Backlash thứ hai được tổ chức bên ngoài lục địa Hoa Kỳ sau sự kiện năm 2004. Sau khi hai năm trước được đặt tên là "WrestleMania Backlash", sự kiện năm 2023 được trả về tên gọi ban đầu trong khi vẫn duy trì khái niệm post-WrestleMania.
Rapper người Puerto Rico từng đoạt Giải Grammy Bad Bunny giữ vai trò là người đại sứ tại sự kiện này. Ban đầu anh ấy làm người dẫn chương trình Backlash, nhưng sau đó có thông báo rằng Bad Bunny sẽ thi đấu trong trận đấu San Juan Street Fight với Damian Priest, cũng là người gốc Puerto Rico, khi mà Bad Bunny đã thắng. Trận đấu cũng có sự xuất hiện của đô vật người Puerto Rico, Carlito, người xuất hiện lần đầu tiên trên WWE kể từ Raw ngày 1 tháng 2 năm 2021, và Savio Vega, người lần đầu tiên xuất hiện trên WWE kể từ Survivor Series 2020.
Bảy trận đấu đã diễn ra tại sự kiện, bao gồm cả Street Fight nói trên của Bad Bunny. Trong trận đấu cuối cùng của sự kiện, cũng là trận đấu tâm điểm, Cody Rhodes đã đánh bại Brock Lesnar. Trong các trận đấu nổi bật khác, The Bloodline (Jey Uso, Jimmy Uso và Solo Sikoa) đã đánh bại Kevin Owens, Sami Zayn và Matt Riddle trong trận đấu đồng đội sáu người, Rhea Ripley đánh bại Zelina Vega, thành viên nữ duy nhất của WWE người gốc Puerto Rico, để giành chức vô địch SmackDown Women's Championship, và trong trận mở màn, Bianca Belair đã đánh bại Iyo Sky để giành chức vô địch Raw Women's Championship, sau đó trở thành nhà vô địch thống trị lâu nhất của danh hiệu này.

## Sản xuất
Backlash là một sự kiện đấu vật chuyên nghiệp định kỳ được WWE thành lập vào năm 1999. Nó được tổ chức hàng năm từ năm 1999 đến năm 2009, nhưng sau đó đã bị dừng cho đến khi được khôi phục vào năm 2016 và được tổ chức hàng năm kể từ đó, ngoại trừ năm 2019. Khái niệm ban đầu về sự kiện dựa trên Backlash từ sự kiện WWE's flagship, WrestleMania. Các sự kiện từ năm 2016 đến năm 2020 không mang chủ đề này; tuy nhiên, sự kiện năm 2021 đã quay trở lại khái niệm ban đầu này và chuỗi sự kiện lần lượt được đổi tên thành "WrestleMania Backlash". Với thông báo về sự kiện năm 2023, sự kiện này được trả về tên ban đầu là Backlash trong khi vẫn duy trì chủ đề post-WrestleMania.
Được công bố vào ngày 8 tháng 3 năm 2023, Backlash lần thứ 18 tổ chức sau WrestleMania 39. Nó được lên kế hoạch diễn ra vào Thứ Bảy, ngày 6 tháng 5 năm 2023, tại Coliseo de Puerto Rico José Miguel Agrelot ở San Juan, Puerto Rico, đánh dấu lần đầu tiên sự kiện của WWE được tổ chức tại Puerto Rico kể từ New Year's Revolution vào tháng 1 năm 2005, cũng tại cùng địa điểm và là sự kiện thứ hai được tổ chức trên lãnh thổ. Sự kiện này có sự góp mặt của các đô vật từ các bộ phận của thương hiệu Raw và SmackDown, đồng thời được phát sóng trên kênh trả tiền theo lượt xem (PPV) trên toàn thế giới và phát trực tiếp trên Peacock ở Hoa Kỳ và WWE Network ở hầu hết các thị trường quốc tế. Đây cũng là Backlash đầu tiên phát trực tiếp trên Binge ở Úc sau khi phiên bản WWE Network của Úc được hợp nhất với dịch vụ phát trực tuyến Binge của Foxtel vào tháng Một. Cũng có thông báo rằng tập ngày 5 tháng 5 của SmackDown sẽ được phát sóng trực tiếp từ cùng một địa điểm. Vé cho cả hai sự kiện đã được bán vào ngày 21 tháng 3.

## Tổ chức
| Vai trò                          | Tên               |
| -------------------------------- | ----------------- |
| Bình luận viên tiếng Anh         | Michael Cole      |
| Bình luận viên tiếng Anh         | Corey Graves      |
| Bình luận viên tiếng Tây Ban Nha | Marcelo Rodriguez |
| Bình luận viên tiếng Tây Ban Nha | Jerry Soto        |
| Thông báo viên sàn đấu           | Samantha Irvin    |
| Trọng tài                        | Jason Ayers       |
| Trọng tài                        | Jessika Carr      |
| Trọng tài                        | Dan Engler        |
| Trọng tài                        | Eddie Orengo      |
| Trọng tài                        | Rod Zapata        |
| Người điều khiển trước trận đấu  | Jackie Redmond    |
| Người điều khiển trước trận đấu  | Peter Rosenberg   |
| Người điều khiển trước trận đấu  | Matt Camp         |

### Các trận đấu sơ bộ
Sự kiện mở đầu với trận đấu Bianca Belair bảo vệ chức vô địch Raw Women's Championship trước Iyo Sky. Đây là một trận đấu qua lại mang tính cạnh tranh giữa Belair và Sky. Ở đoạn cao trào, các đồng đội của Sky's Damage CTRL, Bayley và Dakota Kai, đã đến hỗ trợ Sky nhằm đánh lạc hướng, tuy nhiên, Belair đã đánh bại họ. Sky nắm lấy tóc đuôi ngựa của Belair, tuy nhiên, Belair đã nâng Sky lên để thực hiện cú Kiss of Death, xô ngã Kai, người đang đứng trên tạp dề sàn đấu. Belair sau đó đã thực hiện cú Kiss of Death trên không trung để giữ lại danh hiệu. Với chiến thắng này, Belair sau đó đã trở thành Nhà vô địch Raw Women's trị vị lâu nhất, đồng thời là nhà vô địch WWE nữ thế giới trị vị lâu nhất trong thời kỳ hiện đại, phá vỡ kỷ lục của Becky Lynch là 400 ngày.
Trong hậu trường, Bad Bunny đã đối đầu với Rey Mysterio và Savio Vega. Vega đã tặng Bunny một cây gậy kiếm đạo để sử dụng trong trận đấu San Juan Street Fight với Damian Priest sẽ diễn ra sau đó.
Omos (đi cùng với MVP) đối mặt với Seth "Freakin" Rollins. Trước khi trận đấu bắt đầu, Omos đã tấn công Rollins bằng một chiếc ủng lớn. Sau khi trận đấu chính thức bắt đầu, Omos chiếm ưu thế trước Rollins. Rollins đã thực hiện cú Tornado-DDT và Frog Splash trên Omos, người sau đó phá vỡ ghim khi trọng tài mới đếm tới một. Khi Rollins cố gắng thực hiện cú Stomp vào Omos, Omos đã phản công thành cú Chokeslam trên Rollins để chuẩn bị ghim. Rollins đã áp dụng cú Sleeper Hold đối với Omos, người đã phản công thành cú sideslam. Rollins đã cố gắng thực hiện cú Stomp trên Omos và cú superkick trên MVP, người đứng trên tạp dề sàn đấu. Rollins đã thực hiện cú Stomp lên Omos thứ hai để chuẩn bị ghim. Trong những giây phút quyết định, Rollins thực hiện cú Stomp thứ ba từ sợi dây thừng trên cùng lên Omos để giành chiến thắng.
Austin Theory bảo vệ đai vô địch United States Championship trước Bobby Lashley và Bronson Reed trong trận đấu tay ba. Trong trận đấu, Reed chỉ thực hiện cú Tsunami trên Lashley và Theory phá vỡ nỗ lực ghim. Ở đoạn cao trào, Lashley thực hiện cú spear vào Reed, tuy nhiên, Theory đã ném Lashley ra khỏi sàn đấu và ghim Reed để giữ đai.
Rhea Ripley bảo vệ đai SmackDown Women's Championship trước Zelina Vega, nữ đô vật duy nhất của WWE gốc Puerto Rico. Trong suốt trận đấu, Ripley sẽ thống trị Vega, cho đến khi Vega thực hiện một màn lội ngược dòng, bao gồm cú 619 và diving meteora lên Ripley để ghim. Cuối cùng, Ripley đã thực hiện cú Riptide trên Vega để giữ lại danh hiệu. Sau trận đấu, Vega đã nhận được sự hoan nghênh nhiệt liệt từ đám đông khán giả Puerto Rico.
Bad Bunny tham gia trận đấu San Juan Street Fight với Damian Priest. Bunny ra mắt đĩa đơn "Chambea" của mình và bày tỏ lòng kính trọng đối với đô vật New Jack của Extreme Championship Wrestling bằng cách đẩy một xe hàng đầy vũ khí lên sàn đấu. Trong trận đấu, Priest đã thực hiện một cú chokeslam vào Bad Bunny, tuy nhiên, trong khi cố gắng ghim, Priest đã nhấc vai của Bad Bunny ra khỏi tấm thảm, do đó vô hiệu hóa ghim. Bad Bunny và Priest tấn công nhau bằng nhiều loại vũ khí và Bunny sau đó thực hiện cú Michinoku Piledriver lên Priest để chuẩn bị ghim. Priest và Bad Bunny đã chiến đấu trong đám đông khán giả nơi Priest thực hiện cú Broken Arrow lên Bunny từ một bục cao trúng cái bàn. Sau khi Priest bế Bunny đến khu vực sàn đấu, Priest đã cố gắng thực hiện một cú đá corkscrew spinning heel vào Bunny đang dựa vào cột sàn đấu, tuy nhiên, Bad Bunny đã né được, dẫn đến chân của Priest va vào cột sàn đấu, do đó anh ấy bị thương ở chân. Bad Bunny đã tấn công cái chân bị thương của Priest bằng gậy kiếm đạo, xích và ghế. Bad Bunny đã cố gắng tấn công Priest bằng một chiếc ghế, tuy nhiên, Priest đã cầu xin Bad Bunny đừng tấn công anh ta chỉ để tấn công Priest bằng một cú đá. Sau khi Bad Bunny tấn công Priest bằng đòn hiểm, các đồng đội The Judgment Day của Priest, Dominik Mysterio và Finn Bálor, xuất hiện và tấn công Bunny. Rey Mysterio sau đó đã đến trợ giúp Bad Bunny chỉ để bị hạ gục bởi The Judgment Day. Cựu đô vật WWE Puerto Rico Carlito đã bất ngờ trở lại (lần xuất hiện đầu tiên của anh ấy kể từ ngày 1 tháng 2 năm 2021, Raw) và đuổi Bálor và Dominik ra khỏi sàn đấu. Rey biểu diễn cú 619 lên Dominik, sau đó là Carlito biểu diễn đặc trưng của anh ấy là nhổ một quả táo vào mặt Dominik. Dominik và Bàlor đã cố gắng trốn thoát cho đến khi một cựu đô vật WWE người Puerto Rico khác, Savio Vega, quay trở lại (lần xuất hiện đầu tiên kể từ Survivor Series 2020), tiếp theo là Latino World Order (LWO) (Santos Escobar, Cruz Del Toro, và Joaquin Wilde) và họ đuổi Bálor và Dominik ra khỏi sàn đấu. Trở lại sàn đấu, Bad Bunny dùng đòn Figure Four Leg Lock lên Priest và thực hiện cú Sliced Bread No # 2 trên Priest để ghim. Trong khoảnh khắc quyết định, Bunny thực hiện cú Bunny Destroyer lên Priest để giành chiến thắng. Sau trận đấu, Bad Bunny đã ăn mừng bằng cách treo cờ Puerto Rico cùng với LWO, Carlito và Vega.
The Bloodline (Jey Uso, Jimmy Uso và Solo Sikoa) đối mặt với Kevin Owens, Sami Zayn và Matt Riddle trong một trận đấu đồng đội sáu người. Ở đoạn cao trào, Riddle, người không biết rằng Sikoa đã đổi đồng đội với Jey, đã thực hiện cú Bro Derek đối với Jey nhưng khi Riddle cố gắng ghim Jey, Sikoa bước vào sàn đấu và thực hiện cú Samoan Spike lên Riddle để giành chiến thắng.

### Trận đấu tâm điểm
Cody Rhodes đối mặt với Brock Lesnar. Khi Lesnar bước vào, Rhodes đã tấn công Lesnar ngay trên sàn đấu bằng tấm gỗ của bàn bình luận, bậc thang thép và một chiếc ghế thép. Sau khi cả hai bước vào sàn đấu, trận đấu chính thức bắt đầu. Rhodes đã thực hiện hai cú Disaster Kicks lên Lesnar. Khi Rhodes cố gắng thực hiện cú Disaster Kicks thứ ba, Lesnar đã phản công thành đòn German Suplex trên Rhodes. Lesnar sau đó thống trị Rhodes với cú German Suplexes. Rhodes sau đó đã vô tình tháo khóa quay cố định dây thừng, sau đó, Lesnar thực hiện một cú German Suplex khác. Khi Lesnar cố gắng tấn công Rhodes, người đang bị dồn vào góc tường, Rhodes đã trốn thoát và Lesnar va chạm với phần khóa quay lộ ra ngoài khiến anh ta bị thương nặng. Rhodes đã thực hiện hai cú Cross Rhodes trên Lesnar trong một pha ghim. Khi Rhodes cố gắng thực hiện cú Cross Rhodes thứ ba, Lesnar đã chuyển hướng thành cú F-5 để chuẩn bị ghim. Cuối cùng, khi Lesnar áp dụng đòn Kimura Lock lên Rhodes, Rhodes đã phản công bằng cách chuyển trọng lượng của mình thành chốt đòn bẩy lên Lesnar để giành chiến thắng.

## Kết quả
| #                                           | Kết quả | Thể loại                                                  | Thời gian |
| ------------------------------------------- | --- | --------------------------------------------------------- | --------- |
| 1                                           | Bianca Belair (c) đánh bại Iyo Sky bằng đòn kết liễu                                                                | Trận đấu đơn tranh đai WWE Raw Women's Championship       | 18:00     |
| 2                                           | Seth "Freakin" Rollins đánh bại Omos (đi với MVP) bằng đòn kết liễu                                                 | Trận đấu đơn                                              | 10:30     |
| 3                                           | Austin Theory (c) đánh bại Bobby Lashley và Bronson Reed bằng đòn kết liễu                                          | Trận đấu tay ba tranh đai WWE United States Championship  | 6:50      |
| 4                                           | Rhea Ripley (c) đánh bại Zelina Vega bằng đòn kết liễu                                                              | Trận đấu đơn tranh đai WWE SmackDown Women's Championship | 7:10      |
| 5                                           | Bad Bunny đánh bại Damian Priest bằng đòn kết liễu                                                                  | Trận đấu San Juan Street Fight                            | 25:00     |
| 6                                           | The Bloodline (Solo Sikoa, Jey Uso, và Jimmy Uso) đánh bại Matt Riddle, Kevin Owens, và Sami Zayn bằng đòn kết liễu | Trận đấu đồng đội sáu người                               | 22:00     |
| 7                                           | Cody Rhodes đánh bại Brock Lesnar bằng đòn kết liễu                                                                 | Trận đấu đơn                                              | 9:40      |
| - (c) – chỉ người vô địch bước vào trận đấu | |                                                           |           |